# 帕卡山 (聖馬特奧區)
11°53′45″S 76°03′58″W / 11.89583°S 76.06611°W
帕卡山（Paca），是秘魯的山峰，位於該國中南部利馬大區，由瓦羅奇里省的聖馬特奧區負責管轄，屬於帕里亞卡卡山脈的一部分，海拔高度5,500米。